# Refugi Cap de Llauset
El refugi de Cap de Llauset està situat a Montanui a la comarca de la Ribagorça, a la Franja de Ponent, a 2.425 m. d'altitud. És un refugi de muntanya guardat tot l'any amb 30 places. Disposa de dutxes, aigua calenta, calefacció, farmaciola, servei de menjars, bar, armariets, calcer de descans, telèfon, ràdio i aula polivalent.

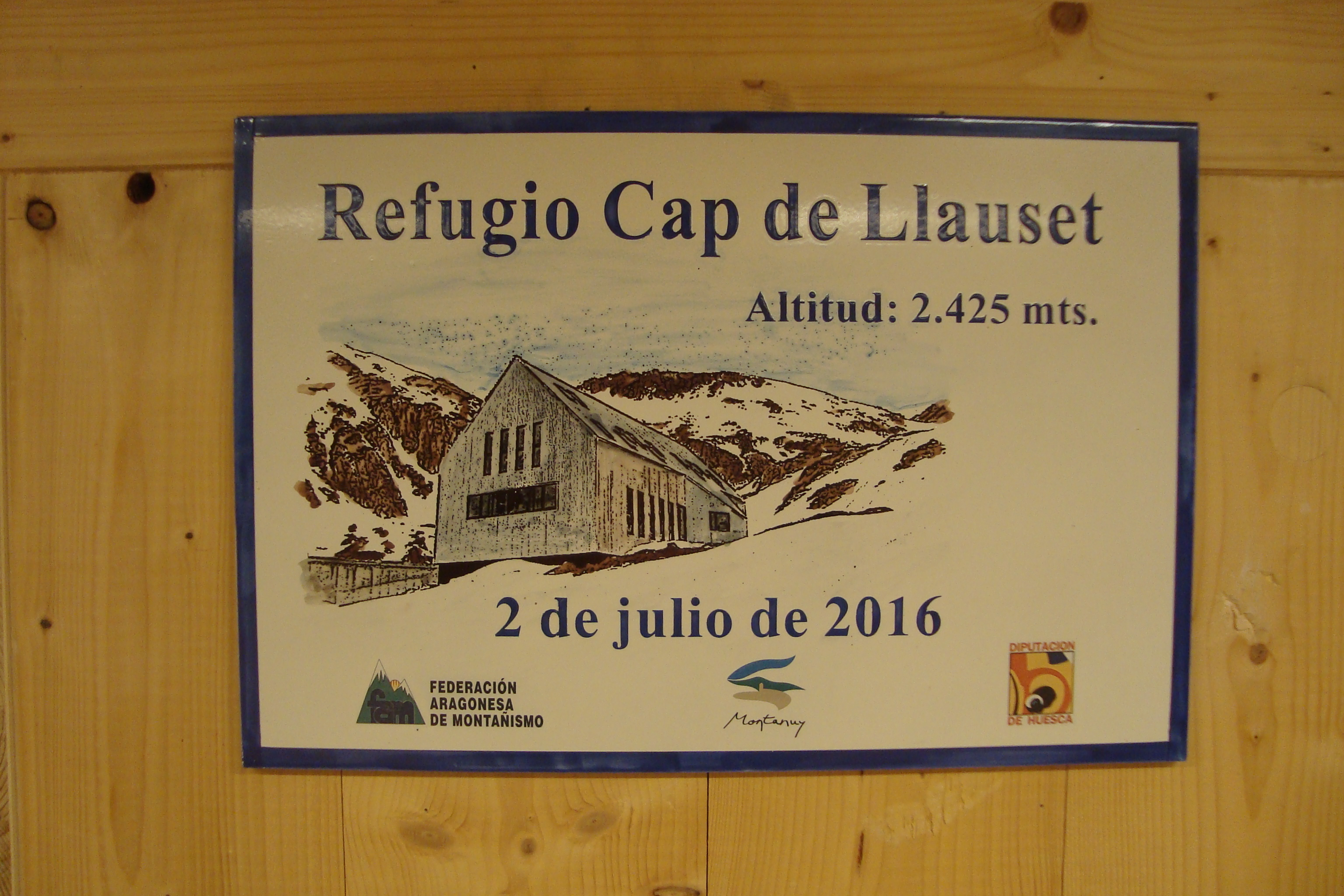
Placa del refugi Cap de Llauset

És titularitat de la Federació Aragonesa de Muntanyisme. Va començar a construir-se en 2010 i va obrir el 2016.

## Obres d'ampliació

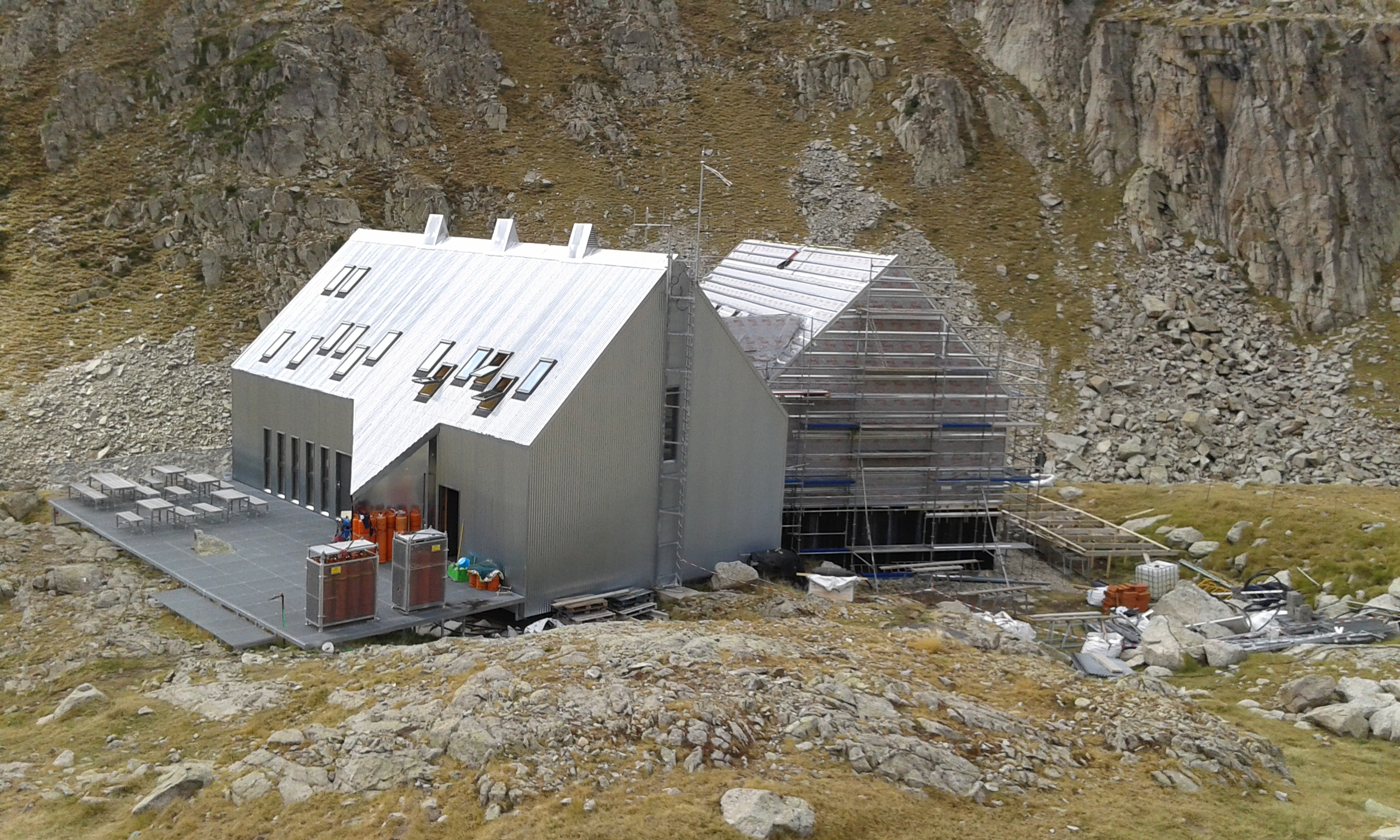

En juliol de 2017 començaren les obres d'ampliació del refugi amb la construcció d'un nou edifici, fet també amb estructura de fusta i coberta de xapa metàl·lica, que estarà connectat a l'actual ampliant les places fins a 80. Les obres són possibles gràcies a la col·laboració de la Diputació Provincial d'Osca, l'Ajuntament de Montanui i la Federació Aragonesa de Muntanyisme.

## Activitats
És punt de partida per a moltes activitats relacionades amb el món del muntanyisme així com per a l'ascensió als pics de Vallibierna, cresta calcària d'uns 500 m. de longitud formada per quatre cims consecutius: l'avantcim Est (3054 m), el pic de Vallibierna (3067 m), la Tuca de Culebres (3062 m) i l'avantcim Sud-oest (3018 m). El refugi de Cap de Llauset facilita l'ascensió al pic de Russell per a la seua proximitat.
És punt de pas del GR 11 així com punt d'informació en l'entorn protegit integrat en el Parc Natural de Pocets-Maladeta.

## Accés

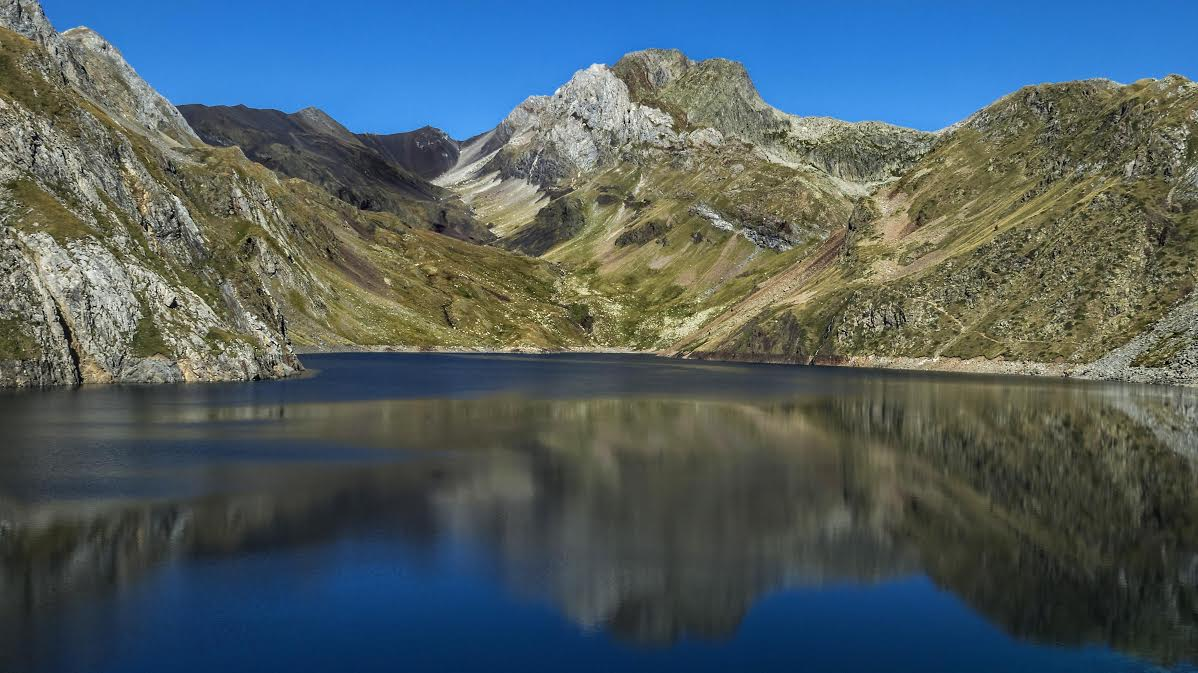
Estany de Llauset, al fons el Vallibierna i el Culebres

Des del nucli d'Aneto, la carretera que dona accés al poble es converteix en pista forestal i guanyar altura fins a la presa de Llauset a 2.200 m. a la qual s'arriba travessant un túnel, que roman tancat en temporada de neu al pas de vehicles. Des de l'aparcament de la presa cal seguir la senda que dona accés al Coll d'Angliós a 2.438 m. i el sender GR 11; arribats a l'extrem oposat de l'embassament, el GR 11 creua el riu Cap de Llauset, girant bruscament cap al nord i seguint una vall lateral pel marge esquerre del riu, després de superar uns 200 m de desnivell s'assoleix el refugi en aproximadament una hora i mitja.